# Байракдарян, Изабель
Изабель Байракдарян (англ. Isabel Bayrakdarian) — канадская оперная певица, сопрано. Победительница конкурса Operalia (2000), лауреат премий «Грэмми» (за саундтрек к кинофильму «Властелин колец: Две крепости») и «Джуно».

## Биография
Изабель Байракдарян родилась в Захле (Ливан) в армянской семье, позже переехавшей в Торонто (Канада). В детстве Изабель пела в армянском церковном хоре в Ливане, а затем и после переезда в Торонто. Всерьёз Изабель начала заниматься пением во время учебы на факультете биоинженерии в Торонто, который окончила с отличием в 1997 году. В том же году она выиграла прослушивания Национального совета Метрополитен Опера, а в 2000 году конкурс Пласидо Доминго Operalia. В 2005 году награждена премией Вирджинии Паркер, присуждаемой наиболее выдающимся исполнителям классической музыки в Канаде в возрасте до 32 лет. Вышла замуж за канадского пианиста армянского происхождения Серужа Краджяна. Супруги воспитывают двух детей.

## Репертуар
Изабель Байракдарян известна как исполнительница партий сопрано в произведениях Генделя. Она исполняет партии Клеопатры («Юлий Цезарь»), Ромильды («Ксеркс») и Эмилии («Флавио»). Другие её роли включают Розину («Севильский цирюльник»), Сюзанну («Свадьба Фигаро»), Церлину («Дон Жуан»), Памину («Волшебная флейта»), Деспину («Так поступают все»), Илию («Идоменей»), Бланш («Диалоги кармелиток» Пуленка), Эвридику («Орфей и Эвридика») и заглавные партии в «Коронации Поппеи» Клаудио Монтеверди и «Приключениях лисички-плутовки» Яначека. Она выступает на самых престижных сценических площадках, в том числе в Карнеги-холле и Линкольн-центре, Метрополитен Опера (Нью-Йорк), Ковент-Гарден (Лондон) и Парижскую оперу.
В 2004 году второй альбом Байракдарян, Azulão, принес ей премию «Джуно». Её голос также можно услышать в выигравшем премию «Грэмми» саундтреке к фильму «Властелин колец: Две крепости» и в саундтреке фильма Атома Эгояна «Арарат».
В 2004 году впервые выступила в Армении. Позже с Армянским филармоническим оркестром записала альбом Gomidas Songs, в 2008 году номинировавшийся на премию «Грэмми».